# 磯兼景道
磯兼 景道（いそかね かげみち）は、戦国時代から安土桃山時代にかけての武将。竹原小早川氏の家臣で、安芸国堀ヶ城主。小早川隆景の奉行人を務める。

## 生涯

### 竹原小早川氏家臣
沼田小早川氏庶流である椋梨氏の椋梨宗平を祖とし、遅くとも小早川興景の代までには竹原小早川氏に仕えていた末長氏に生まれ、景道の代から「磯兼」の名字を称した。
なお、天文4年（1535年）には「磯兼宮松」、天文8年（1539年）には「磯兼又三郎」と呼ばれているが、少なくとも天文16年（1547年）から弘治2年（1556年）までは「末長又三郎」と呼ばれていることが史料上確認できる。
まだ幼名の「宮松」を名乗っていた天文4年（1535年）6月14日、竹原小早川氏の被官である柚木弘房が売却した東村延安名の内の水口2貫500文の地を小早川興景から与えられる。
天文8年（1539年）12月13日、安芸国東村礒兼の臨時の段銭について、礒兼に景道の居屋敷があったため中屋余三を通じて段銭を興景から免除される。

### 小早川隆景に仕える
天文10年（1541年）3月、吉田郡山城の戦い後の大内方の諸将による安芸武田氏の佐東銀山城攻めにおいて主君の小早川興景が陣中で病死し、大内義隆の強い意向により天文13年（1544年）に毛利元就の三男である徳寿丸（後の小早川隆景）が竹原小早川氏の家督を相続すると、景道も徳寿丸（隆景）に仕えた。なお、興景の死から隆景の家督相続までの3年間は、竹原小早川氏の有力な家督継承者がおらず、家督継承の承認を与える大内氏も尼子氏との戦い（第一次月山富田城の戦い）に専念していたことから、竹原小早川氏では当主不在のまま有力家臣による合議体制がとられたと推測されている。
天文16年（1547年）、大内義隆の命を受けた毛利氏や小早川氏は備後国の神辺城に拠る山名理興を攻撃。この時景道も小早川軍に属して4月に坪生荘と五ヶ荘の境に位置する龍王山の坪生要害における合戦で首級1つを挙げ、この戦いで初陣を果たした主君の小早川徳寿丸（後の小早川隆景）から5月3日に景道の武功を称賛すると共に大内氏家臣の弘中隆兼と飯田隆言を通じて大内義隆に景道の武功を伝える旨の感状を送られたが、元服前の徳寿丸（隆景）からの抽賞では不十分と考えたためか5月9日に毛利元就と毛利隆元からそれぞれ比類無き戦功であると景道を称賛する書状を送られている。
天文19年（1550年）閏5月6日、備後国手城山北の村尾要害以来の景道の働きにより、隆景から乃美宗勝を通じて防州地方250石の内の3貫文を与えられる。
天文20年（1551年）3月28日、景道の前々からの働きについて、毛利元就の合力によって安芸国佐東郡久地村弘末名の内の6段前を隆景から与えられる。
天文23年（1554年）10月、乃美宗勝や裳懸盛聰と共に、金山右京進に対する阿賀や警固屋における打渡帳に署名する。
天文24年（1555年）10月1日の厳島の戦いの際には小早川隆景の軍に属して奮戦し鼻や左股を負傷したが、陶方の伊香賀十郎左衛門尉を討ち取った。その戦功により、10月20日に隆景から感状を与えられる。
厳島の戦い直後から始まる防長経略にも従軍し、弘治2年（1556年）3月29日に周防国由宇において大内軍と戦って敵兵を討ち取る戦功を挙げ、翌4月1日に毛利隆元から景道を称賛する書状を送られている。
永禄4年（1561年）の小早川家の座配において、末長氏は南氏や裳懸氏に次ぐ序列第3位に位置しているが、景道は末長氏の庶流であったため序列第8位に位置した。なお、永禄11年（1568年）の座配では景道の序列は第4位となっている。
永禄5年（1562年）5月5日、沼田小早川氏系奉行人の筆頭格であった真田景久が小早川氏一族の帰依した佛通寺に対する公事に関する決定を伝達する際に、桂景信や日名内慶岳と共に景道も連署しているが、天正5年（1577年）以降は井上春忠らと共に打渡坪付への連署や、給地の打渡しに携わった。
天正年間の織田氏との戦いでは備中国において城の在番や普請をはじめとして、兵糧の管理と輸送、警固衆（水軍）の陣触等に従事したほか、井上春忠と共に安芸国豊田郡の安直堤や本郷堤の普請にも従事していた。なお、天正9年（1581年）の時点では三原には三原要害に在番する八幡原元直や八幡原元繁、国広三郎兵衛尉、岩城屋彦右衛門尉が居屋敷を有していたが、景道、桂景種、粟屋盛忠・景雄父子、真田与三右衛門尉、岡景忠、横見政綱、井上春忠・景貞父子、飯田尊継、裳懸景利、手嶋景繁などの奉行人層は隆景の本拠地であった新高山城に居屋敷を有していた。

### 三原城の修築と城下町の整備
天正10年（1582年）3月3日、備中国の庭瀬城へ送る兵糧について、村上景広が船で用意した400俵を穂井田元清や裳懸景利と共に急ぎ庭瀬城に届けるよう手配することを隆景から命じられる。
備中福山城に出向いていた隆景は同年4月5日付けで備後国三原に残る景道と手嶋景繁に書状を送り、羽柴秀吉が既に播磨国姫路から備前国岡山に到着したことを報じて手嶋景繁は備中福山城に呼び出し、景道は三原に留まって毛利輝元に派遣されてきた妙寿寺周泉らと三原城の修築について相談するよう命じられる。また、4月4日に毛利輝元からも景道に対して妙寿寺周泉と粟屋元辰に人数を添えて派遣したので、三原城の普請にが早く完成するように、隆景が三原城修築の夫役を割り当てると決めていた三原の近郷である木梨の村々の衆と談合することは肝要であると伝えられている。
同年5月半ばには三原城の修築が完了したため、景道は備中福山城の隆景のもとに馳せ参じたいと申し出たが、三原城が隆景の居城であるからには小早川氏家臣を一人は残しておかねばならず、この時三原城に本陣を置いていた輝元もそのことに同意しているので代わりの家臣を送るまでしばらく三原城に留まるよう隆景に命じられた。
同年6月4日に備中高松城の戦いで講和が結ばれて帰国する途上の隆景は6月17日に景道に対して書状を送り、翌6月18日に三原に帰還して6月20日から自らが先頭に立って堀普請を中心とする三原城修築を再開するため、工事の夫役のために諸村の衆を厳重に動員するよう命じている。
天正11年（1583年）に入ると三原城の修築に続いて城下町の整備が進められ、同年3月3日に隆景は景道、飯田尊継、粟屋盛忠の3人に対して三原城下の屋敷配置の監督を命じると共に、3人が輪番で5日に一度は城下を見回るように指示し、大路だけでなく小路についても担当者の坪井元貞と相談して家々の出目入目がないように街道を真っ直ぐにすることを命じている。

### 晩年
天正16年（1588年）8月20日、景道が遠方からの音信として隆景に銭100疋を贈ったことについて、隆景から返書を送られた。
景道には男子がいなかったため、乃美宗勝の三男である景綱を婿養子に迎えている。
没年は不詳だが、命日は12月27日とされる。